# Тарлан (балет)
«Тарлан» (азерб. Tərlan) — дитячий балет в одній дії. Автор музики — азербайджанський композитор Афрасіяб Бадалбейлі.

## Історія
1938 року з нагоди першого випуску Бакинського хореографічного училища, Афрасіяб Бадалбейлі написав для випускників одноактну балет-казку «Тарлан» з лібрето свого брата Тургуда Бадалбейлі.
Прем'єра відбулася 1940 року. Балет також став першим досвідом Гамер Алмасзаде як постановниці.

## Сюжет
Маленька дівчинка Тарлан бачить уві сні, що її переслідує страшне створіння. Підсумок битви добра і зла очевидний: хоробрий хлопчик перемагає та рятує дівчинку.